# Хуфшмид, Эрнст
Э́рнст Ху́фшмид (нем. Ernst Hufschmid; 4 февраля 1913, Базель — 30 ноября 2001, Базель) — швейцарский футболист, играл на позиции защитника и полузащитника. Участник чемпионата мира 1934 года. По окончании карьеры работал футбольным тренером.

## Биография

### Клубная карьера
Хуфшмид в течение 20 сезонов играл за «Базель». Он суммарно во всех турнирах сыграл за «красно-синих» 415 матчей, из них 268 в Национальной лиге и 53 матча в Кубке Швейцарии. В 1938 году перешёл в «Биль-Бьенн», за который играл в течение полугода. С 1947 по 1950 год занимал должность играющего тренера «Базеля», с которым в 1947 году выиграл Кубок Швейцарии.

### Карьера в сборной
Дебютировал за сборную Швейцарии 19 июня 1932 года в товарищеском матче со сборной Венгрии — Швейцария одержала победу со счётом 3:1.
Хуфшмид входил в состав сборной Швейцарии на чемпионате мира 1934 года, где сыграл в двух матчах национальной сборной. В 1/8 финала Швейцария обыграла сборную Нидерландов со счётом 3:2. В 1/4 финальном матче сборная Швейцарии проиграла сборной Чехословакии со счётом 2:3 и выбыла из турнира. Всего за сборную Швейцарии сыграл 10 матчей и забил 1 гол.

### Тренерская карьера
С 1947 по 1950 год занимал должность играющего тренера «Базеля», с которым в 1947 году выиграл Кубок Швейцарии. По окончании карьеры возглавил «Базель», главным тренером которого пробыл до 1952 года.
С 1956 по 1957 год работал главным тренером «Нордштерна» из Базеля.

### Смерть
Скончался 30 ноября 2001 года в возрасте 88 лет.

## Достижения
«Базель»
- Обладатель Кубка Швейцарии (2) : 1932/33, 1946/47